# ファミリーコンピュータ ディスクシステムのゲームタイトル一覧
ファミリーコンピュータ ディスクシステムのゲームタイトル一覧（ディスクシステムのゲームタイトルいちらん）では、ファミリーコンピュータ ディスクシステム対応のゲームソフトを発売順に列記する。ただしハッカーインターナショナルのものをはじめとする非公認ソフトや書き換え確認用のソフトは含まず。一部のタイトルはパッケージ版と書き換え専用版でゲーム内容が一部異なっていることがある。
| 目次 | • 発売されたタイトル• 非売品• 発売されなかったタイトル• 脚注 |

ディスクシステムはファミリーコンピュータのROMカセットの容量問題を解決するため、ファミリーコンピュータ用の周辺機器として誕生した経緯を持つ。そのための媒体として当時のROMカセットより大容量であった「ディスクカード」が採用された。容量の増加により、キャラクターの動きにバリエーションを付けられるようになった。また、ディスクカードへの記録は店頭にあるディスクライターを介して行われるほか、工場での製造も同様の手法で行われたことから、製造にかかる期間の抑制に成功した。
ディスクシステム本体は当初の予定から遅れる形で1986年2月21日に発売され、ローンチタイトルとして『スーパーマリオブラザーズ』や『ゴルフ』といったROMカートリッジからの移植作のほか、新規タイトルとしてアクションアドベンチャー『ゼルダの伝説』が発売された。アクションアドベンチャー（アクションRPG）である同作は、全128画面（縦8画面×横16画面）という当時としては広大なフィールドにトライフォースのかけらが眠るダンジョンへの入り口が点在しつつも、各ダンジョンの攻略の順番はプレイヤーにゆだねられているなど、自由度の高さを特徴としていた。また、ゲーム本編をクリアすることで解放される高難易度モード「裏ゼルダ」は、当時としては画期的だった。同作は1986年5月末時点で50万本が売れるなどの人気商品となり、のちにシリーズ化した。ローンチから少し後の1986年8月6日に発売された『メトロイド』は、探索型アクションゲームというジャンルの先駆けとなり、のちにメトロイドヴァニアと呼ばれるジャンルの語源の一つとなった。サードパーティにおいてはコナミの『悪魔城ドラキュラ』(1986年9月26日発売)が、ホラー映画のような世界観や緻密なグラフィック、そして絶妙なゲームバランスで人気を博し、のちにシリーズ化を果たした。
これまで任天堂は「一度遊んだら二度と遊ばない」という懸念からアドベンチャーゲームのようなストーリー中心のゲームの開発を避けてきたが、ディスクシステムの書き換え機能を活かし、『ふぁみこんむかし話 新・鬼ヶ島』（1987年発売）でこのジャンルに挑んだ。同作は当時のアドベンチャーゲームとしては珍しく、おとぎ話を題材としたユーモアあふれるシナリオや、縦書きで表示されるテクスト、そして前編、後編に分けての販売は当時のゲームファンの注目を集めた。同作以降のディスクシステム用のアドベンチャーゲームでは分冊形式で発売されるようになった。一方で『ドラキュラII 呪いの封印』のように、国によって発売されるソフトの形態が異なるケースもあった。とりわけ、『夢工場ドキドキパニック』の場合、日本国外ではROMカートリッジタイトル"Super Mario Bros. 2"として発売され、のちに日本においても『スーパーマリオUSA』として逆輸入された。その結果、キャサリンやヘイホーといった『夢工場ドキドキパニック』を初出とする敵キャラクターがマリオファミリーの一員として認知されるようになった。
このほかにも、『レリクス 暗黒要塞』といったPCゲームからの移植作品や、マイケルEnglish大冒険といった学習ソフトも発売された。
一部のソフトでは、ディスクのデータを「ディスクファックス」と呼ばれる装置から任天堂に送ることでスコアアタックに参加できた。これはネットワークゲームの先駆けとみなされている。また、『ゴルフJAPANコース』や『中山美穂のトキメキハイスクール』のように景品の送付ツールとして用いられた例もあった。
他方、ROMカセット同様、ディスクシステムにおいても非公式のソフトやコピーツールを密かに売る者もいた。
ディスクシステムでは当初の構想としてパズルゲームなどの販売を想定していたが、『ゼルダの伝説』の大ヒットによりゲーム業界に大容量主義という考えをもたらした。この大容量化によってディスクでも容量の限界に到達したが、ディスク媒体は容量を追加できない欠点がある。一方でROMカートリッジでは技術の進歩や半導体価格の下落により、ディスクを上回る容量が搭載可能になったほか、セーブ機能も搭載されるなど、ディスクが持つ特徴を得ることができた。また、ソフトメーカーの多くもディスクシステム用ソフトの供給には消極的で、ファミコンの古参のサードパーティの中には専用ソフトを出さなかったところもあった。ディスクカード本体および書き換え代金の安さも、小売店としては流通上のメリットを見いだせていなかった。
こうしてディスク特有の役割がなくなったことで再びROMカートリッジに回帰することになり、1992年12月22日に徳間書店インターメディアが発売した『じゃんけんディスク城』を最後に新作ソフトの発売を終了した。一方、ROMカセットでは不可能なディスクの書き換えサービスは2003年9月30日まで継続した。
書き換えサービス終了後、『ディスクシステムセレクション』といったオムニバス作品への収録や、バーチャルコンソールなどのダウンロードサービスでの配信、および「ニンテンドークラシックミニ ファミリーコンピュータ」などのプラグ&プレイ型ゲーム機を利用することでも一部タイトルを遊ぶことができる。

## 凡例
- ID:ディスクシステムのゲームのID（非公認、海賊版のものを含まず。ケースにはxxx(メーカーコード)-yyy(ゲームID)のように表示されている）
- 移植:ロムカセット版からの移植
- 片面:片面ソフト
- 販路:書は書き換え専用ソフト。パはパッケージ販売専用ソフト

## 発売されたタイトル
| 目次 | • 1986• 1987• 1988• 1989• 1990• 1991• 1992 |

本節の「発売されたタイトル一覧表」には合計で「199」のゲームタイトルを発売日・発売元とともに列記している。1986年から1992年にかけて発売された、発売年ごとのタイトル数は以下の通り。
- 1986年（全34タイトル）
- 1987年（全69タイトル）
- 1988年（全55タイトル）
- 1989年（全20タイトル）
- 1990年（全13タイトル）
- 1991年（全6タイトル）
- 1992年（全2タイトル）

| 発売日         | タイトル                                                                  | 発売元                      | ID   | 移植 | 片面 | 販路 | 備考 |
| -------------- | ------------------------------------------------------------------------- | --------------------------- | ---- | ---- | ---- | ---- | --- |
| 1986年2月21日  | ゼルダの伝説                                                              | 任天堂                      | ZEL  |      |      |      | ローンチタイトル。 |
| 1986年2月21日  | スーパーマリオブラザーズ                                                  | 任天堂                      | SMA  | ○    | ○    |      | ローンチタイトル。同名ROMカセット用ソフトの移植版。 |
| 1986年2月21日  | ゴルフ                                                                    | 任天堂                      | GLF  | ○    | ○    |      | ローンチタイトル。同名ROMカセット用ソフトの移植版 |
| 1986年2月21日  | サッカー                                                                  | 任天堂                      | SCC  | ○    | ○    |      | ローンチタイトル。同名ROMカセット用ソフトの移植版 |
| 1986年2月21日  | テニス                                                                    | 任天堂                      | TEN  | ○    | ○    |      | ローンチタイトル。同名ROMカセット用ソフトの移植版 |
| 1986年2月21日  | ベースボール                                                              | 任天堂                      | BAS  | ○    | ○    |      | ローンチタイトル。同名ROMカセット用ソフトの移植版 |
| 1986年2月21日  | 麻雀                                                                      | 任天堂                      | MJA  | ○    | ○    |      | ローンチタイトル。同名ROMカセット用ソフトの移植版 |
| 1986年4月14日  | 謎の村雨城                                                                | 任天堂                      | NMJ  |      |      |      | 江戸時代を舞台に、主人公の鷹丸が、4つの城と村雨城に挑むアクション。 |
| 1986年6月3日   | スーパーマリオブラザーズ2                                                 | 任天堂                      | SMB  |      | ○    |      | 『スーパーマリオブラザーズ』シリーズ第2作 |
| 1986年7月21日  | バレーボール                                                              | 任天堂                      | VBW  |      | ○    |      | バレーボールを題材としたゲーム。 |
| 1986年7月30日  | 涙の倉庫番スペシャル                                                      | アスキー                    | 1    |      |      |      | PCゲーム『倉庫番』および『倉庫番2』を収録。 |
| 1986年8月6日   | メトロイド                                                                | 任天堂                      | MET  |      |      |      | メトロイドシリーズ第1作。 |
| 1986年8月27日  | アイアムアティーチャー スーパーマリオのセーター                           | ロイヤル工業                | ISM  |      |      | パ   | セーターやベストを編むための練習用ソフトで、身長150cmにまで対応している。一部の店舗でのみ販売されていた。                                                                  |
| 1986年9月19日  | 子猫物語                                                                  | ポニーキャニオン            | KOM  |      |      |      | 同名映画のゲーム化 。 |
| 1986年9月26日  | 悪魔城ドラキュラ                                                          | コナミ                      | AKM  |      |      |      | コナミ初のディスクシステムオリジナル作品で、悪魔城ドラキュラシリーズ第1弾。                                                                                                |
| 1986年9月26日  | アイアムアティーチャー 手あみのきそ                                       | ロイヤル工業                | ITK  |      |      | パ   | 手編みの基礎を学べるソフトで、一部の店舗でのみ販売されていた。 |
| 1986年10月13日 | オセロ                                                                    | 河田                        | OTH  |      | ○    |      | コンピュータオセロゲーム。 |
| 1986年10月21日 | プロレス                                                                  | 任天堂                      | PRO  |      | ○    |      | 開発はヒューマンが担当しており、のちに同社が発売したPCエンジン用ソフト『プロレス』のもとになった 。                                                                        |
| 1986年11月6日  | 銀河伝承                                                                  | イマジニア                  | GIN  |      |      | パ   | メディアミックス・WAVE JACKシリーズ第1弾。縦スクロールシューティングとアクションゲームを織り交ぜた作品。                                                                   |
| 1986年11月19日 | ガルフォース                                                              | HAL研究所                   | GAL  |      |      |      | 同名OVAのゲーム化。 |
| 1986年11月20日 | デッドゾーン                                                              | サンソフト[サン電子]        | DZN  |      |      |      | 合成音声で話すロボットが登場するSFアドベンチャー。 |
| 1986年11月21日 | もえろツインビー シナモン博士を救え!                                      | コナミ                      | TIN  |      |      |      | ツインビーシリーズ第2作で、シリーズで唯一3人プレイを可能とする 。 |
| 1986年11月28日 | きね子                                                                    | アイレム                    | KIN  |      |      |      | 絵柄が動くジグソーパズルゲーム。 |
| 1986年11月28日 | ザナック                                                                  | ポニーキャニオン            | ZAN  |      | ○    |      | 同名PCゲームの移植版。 |
| 1986年12月12日 | アディアンの杖                                                            | サンソフト[サン電子]        | ADA  |      |      |      | 算数を題材としたゲーム。 |
| 1986年12月13日 | 謎の壁 ブロックくずし                                                     | コナミ                      | NZN  |      |      |      | ブロック崩し |
| 1986年12月15日 | 水晶の龍                                                                  | DOG（スクウェア）           | SSD  |      |      |      | スクウェアを中心とした合同ブランド・DOGから初めて発表された作品。 宇宙に現れた水晶の龍をめぐるアドベンチャーゲーム。                                                       |
| 1986年12月15日 | ブリーダー                                                                | ソフトプロ                  | BRE  |      |      |      | ロボット組み立てと対戦を題材としたゲーム。 |
| 1986年12月19日 | 光神話 パルテナの鏡                                                       | 任天堂                      | PTM  |      |      |      | ギリシャ神話をモチーフとしたアクションゲーム |
| 1986年12月19日 | ディープダンジョン 魔洞戦記                                               | DOG（ハミングバードソフト） | DPD  |      |      |      | ディープダンジョンシリーズ第1弾。 |
| 1986年12月19日 | ナイト・ロアー                                                            | ジャレコ                    | KLM  |      |      |      | 狼男の呪いを解くため奔走する主人公を描いた斜め見おろし型アクションゲーム                                                                                                   |
| 1986年12月20日 | 消えたプリンセス                                                          | イマジニア                  | KIE  |      |      | パ   | WAVE JACKシリーズ第2弾 |
| 1986年12月25日 | プロフェッショナル麻雀悟空                                                | アスキー                    | GKU  |      |      |      | 同名PCゲームの移植版 |
| 1986年12月26日 | エレクトリシャン                                                          | KEMCO[コトブキシステム]     | ELC  |      |      |      | 同名PCゲームの移植版 |
| 1987年1月14日  | リンクの冒険                                                              | 任天堂                      | LNK  |      |      |      | 『ゼルダの伝説』の続編であるサイドビューアクション。 |
| 1987年1月29日  | ウルトラマン 怪獣帝国の逆襲                                               | バンダイ                    | ULM  |      |      |      | ファミリーコンピュータ用ソフトとしては初めてとなる、『ウルトラマン』のゲーム化作品 書き換え版（UL1）は一部のBGMが変更されている。                                          |
| 1987年1月29日  | エッガーランド                                                            | HAL研究所                   | EGL  |      |      |      | MSX用ソフト『迷宮神話』をベースとした固定画面クリア型アクションゲーム |
| 1987年2月6日   | ナゾラーランド 創刊号                                                     | サンソフト[サン電子]        | NZL  |      |      |      | 世界文化社との共同制作であるディスクマガジン |
| 1987年2月20日  | エスパードリーム                                                          | コナミ                      | ESP  |      |      |      | 超能力を題材としたアクションRPG。 |
| 1987年2月21日  | ゴルフJAPANコース                                                         | 任天堂                      | GFJE |      |      |      | 最初の青ディスク専用ソフト。 |
| 1987年3月1日   | きね子II                                                                  | アイレム                    | KI2  |      |      | 書   | 『きね子』の続編 |
| 1987年3月3日   | メルヘンヴェール                                                          | サンソフト[サン電子]        | MVL  |      |      |      | 同名PCゲームの移植版 |
| 1987年3月5日   | スーパーロードランナー                                                    | アイレム                    | SLR  |      |      |      | 『ロードランナー』のアレンジ版 |
| 1987年3月12日  | とびだせ大作戦                                                            | DOG（スクウェア）           | TDS  |      |      |      | 赤青メガネによる3D立体視に対応。 |
| 1987年3月27日  | ウィンターゲームズ                                                        | ポニーキャニオン            | WIN  |      |      |      | 冬季オリンピックを題材としたスポーツゲーム |
| 1987年3月27日  | オトッキー                                                                | アスキー                    | OTO  |      |      |      | 音楽を題材とした横スクロールシューティングゲーム |
| 1987年3月27日  | スーパーボーイ・アラン                                                    | サンソフト[サン電子]        | ALN  |      |      | パ   | 知能ゲームシリーズ第2弾で、分数を題材としている。 |
| 1987年3月27日  | 地底大陸オルドーラ                                                        | サンソフト[サン電子]        | ORD  |      |      | パ   | 知能ゲームシリーズ第3弾で、、小数を題材としている |
| 1987年3月28日  | ダーティペア                                                              | バンダイ                    | DPR  |      |      |      | 同名作品のゲーム化。 |
| 1987年4月3日   | アップルタウン物語                                                        | DOG（スクウェア）           | APT  |      |      |      | PCゲーム『リトルコンピュータピープル』の内容差し替え版 |
| 1987年4月10日  | グリーンベレー                                                            | コナミ                      | GRN  |      |      |      | 同名アーケードゲームの移植版 |
| 1987年4月10日  | ココナワールド                                                            | ソフエル                    | CCN  |      |      |      | 魔法使いココナの日常を主題としたゲーム |
| 1987年4月10日  | レリクス 暗黒要塞                                                         | ボーステック                | RLC  |      |      |      | 同名PCゲームの移植版。 |
| 1987年4月14日  | 囲碁 九路盤対局                                                           | BPS                         | IGO  |      |      |      | 九路盤を採用した囲碁ゲーム。 |
| 1987年4月17日  | 風雲少林拳                                                                | ジャレコ                    | FSH  |      |      |      | 一対一のカンフーアクションゲーム。 |
| 1987年4月24日  | 愛戦士ニコル                                                              | コナミ                      | AIN  |      |      |      | SF風のアクションゲーム |
| 1987年4月24日  | 探偵 神宮寺三郎 新宿中央公園殺人事件                                      | DECO[データイースト]        | JUK  |      |      |      | 『探偵 神宮寺三郎』シリーズ第1弾。 |
| 1987年5月1日   | キン肉マン キン肉星王位争奪戦                                             | バンダイ                    | KNM  |      |      |      | 漫画『キン肉マン』のゲーム化。 |
| 1987年5月1日   | ハオ君の不思議な旅                                                        | DOG（キャリーラボ）         | HFT  |      |      |      | 魔法使いの弟子・ハオ君の冒険を描いたアクションゲーム |
| 1987年5月19日  | 聖剣サイコカリバー                                                        | イマジニア                  | MAJ  |      |      |      | WAVE JACKシリーズ最終作で、アイドルユニットポピンズとのタイアップである。                                                                                                  |
| 1987年5月25日  | セクションZ                                                               | カプコン                    | SCZ  |      |      |      | 横スクロールアクションゲーム |
| 1987年5月25日  | プロゴルファー猿                                                          | バンダイ                    | PGS  |      |      |      | 同名アニメのゲーム化。 |
| 1987年5月29日  | 迷宮寺院ダババ                                                            | コナミ                      | MIK  |      |      |      | インドの寺院を舞台としたアクションゲーム。 |
| 1987年5月29日  | ディープダンジョン2 勇士の紋章                                            | DOG（ハミングバードソフト） | YSM  |      |      |      | 『ディープダンジョン 魔洞戦記』の続編 書き換え版は一部のマップが変更されている。                                                                                           |
| 1987年5月31日  | スマッシュピンポン                                                        | 任天堂                      | PPN  |      | ○    |      | 卓球ゲームで、開発はコナミが担当した。 |
| 1987年6月2日   | リフレクトワールド                                                        | イーストキューブ            | RWD  |      |      |      | 装甲車両を主題としたシューティングゲーム |
| 1987年6月12日  | ナゾラーランド第2号                                                       | サンソフト[サン電子]        | NZB  |      |      |      | ディスクマガジン『ナゾラーランド』第2弾 |
| 1987年6月14日  | ゴルフUSコース                                                            | 任天堂                      | GFUE |      |      |      | 青ディスク専用ソフトで、第2回FCゴルフトーナメントに用いられた。 |
| 1987年6月19日  | Dr.カオス 地獄の扉                                                        | ポニーキャニオン            | DRC  |      |      |      | 館の探索を主題としたアクションアドベンチャーゲーム。 |
| 1987年6月19日  | マイケルEnglish大冒険                                                     | スコーピオンソフト          | MEA  |      |      |      | テレビアニメ『ホワッツマイケル』を題材とした英語学習ゲーム。 |
| 1987年6月26日  | エキサイティングビリヤード                                                | コナミ                      | EKS  |      |      |      | ストーリー性のあるビリヤードゲーム |
| 1987年7月3日   | 磁界少年メット・マグ                                                      | DOG（シンキングラビット）   | MTM  |      |      |      | 磁力をモチーフとした迷路型アクションゲーム |
| 1987年7月10日  | 夢工場ドキドキパニック                                                    | フジテレビジョン、任天堂    | DRM  |      |      |      | フジテレビの大型イベント『夢工場』とのコラボレーション作品。日本国外では"Super Mario Bros. 2"として発売され、のちに日本においても『スーパーマリオUSA』として逆輸入された。 |
| 1987年7月24日  | エキサイティングバスケット                                                | コナミ                      | EKB  |      |      |      | アメリカのプロバスケットを題材としたゲーム |
| 1987年7月24日  | クレオパトラの魔宝                                                        | DOG（スクウェア）           | CLO  |      |      |      | 古代エジプトを主題とした3DダンジョンアドベンチャーRPG |
| 1987年7月24日  | タイタニックミステリー                                                    | 学研                        | TIT  |      |      |      | タイタニック引き上げを題材とした作品 |
| 1987年7月31日  | モンティのドキドキ大脱走                                                  | ジャレコ                    | MDD  |      |      |      | 冤罪で投獄された者の脱獄劇を描いたアクションゲーム |
| 1987年8月4日   | 麻雀家族                                                                  | アイレム                    | MJK  |      |      |      | 一人用の麻雀ゲーム |
| 1987年8月11日  | アルマナの奇跡                                                            | コナミ                      | ARM  |      |      |      | ワイヤーアクションゲーム |
| 1987年8月25日  | スーパーロードランナーII                                                  | アイレム                    | SIL  |      |      |      | 『スーパーロードランナー』の続編 |
| 1987年8月28日  | 奇々怪界 怒涛編                                                           | タイトー                    | KIK  |      |      |      | 巫女の小夜を主人公にしたアクションゲーム。 アイドル・伊藤美紀とのタイアップという側面もあり、本人も2Pキャラクターとして登場している。                                      |
| 1987年8月28日  | ドラキュラII 呪いの封印                                                   | コナミ                      | DRK  |      |      |      | 『悪魔城ドラキュラ』の続編。日本国外ではROMカセットとして発売。 |
| 1987年8月28日  | トランスフォーマー ザ・ヘッドマスターズ                                   | タカラ                      | TFH  |      |      |      | 同名テレビアニメのゲーム化 |
| 1987年9月4日   | ふぁみこんむかし話 新・鬼ヶ島 前編                                        | 任天堂                      | ON1  |      |      |      | |
| 1987年9月30日  | ふぁみこんむかし話 新・鬼ヶ島 後編                                        | 任天堂                      | ON2  |      |      |      | |
| 1987年10月2日  | カリーンの剣                                                              | DOG（クリスタルソフト）     | KRN  |      |      |      | 画面切り替え式のアクションRPG |
| 1987年10月2日  | パルサーの光                                                              | ソフトプロ                  | PSR  |      |      |      | 宇宙海賊との戦いを描いたシミュレーションゲーム |
| 1987年10月9日  | トップルジップ                                                            | ボーステック                | TPZ  |      |      |      | 同名PCゲームの移植版 |
| 1987年10月21日 | ファルシオン                                                              | コナミ                      | FAL  |      |      |      | ファミコン3Dシステム対応ソフト |
| 1987年10月23日 | 妖怪屋敷                                                                  | アイレム                    | YOK  |      |      |      | 妖怪を封じた屋敷を舞台としたアクションゲーム |
| 1987年10月30日 | ファミコングランプリ F1レース                                             | 任天堂                      | FRGE |      |      |      | 青ディスク専用ソフト |
| 1987年10月30日 | バブルボブル                                                              | タイトー                    | BUB  |      |      |      | 泡吐きドラゴンを主題とした固定画面アクションゲーム。 |
| 1987年10月30日 | ファミリーコンポーザー                                                    | 東京書籍                    | FCO  |      |      |      | 作曲ソフト |
| 1987年11月13日 | 谷川浩司の将棋指南2                                                       | ポニーキャニオン            | SHO  |      |      |      | MSX用ソフト『谷川浩司の将棋指南』の続編 |
| 1987年11月20日 | キック・チャレンジャー エアフット                                         | バップ                      | AFT  |      |      |      | トマトを主人公とした縦スクロールアクションゲーム |
| 1987年11月20日 | SDガンダムワールド ガチャポン戦士 スクランブルウォーズ                    | バンダイ                    | SGW  |      |      |      | 『SDガンダムワールド ガチャポン戦士』シリーズ第1弾 |
| 1987年12月1日  | 中山美穂のトキメキハイスクール                                            | 任天堂                      | THSE |      |      |      | アイドル・中山美穂とのタイアップであるアドベンチャーゲームで、青ディスク専用ソフトでもあった。                                                                             |
| 1987年12月4日  | サンタクロースの宝箱                                                      | DECO[データイースト]        | SAN  |      |      |      | クリスマスカード作成ソフト |
| 1987年12月4日  | ドレミッコ                                                                | コナミ                      | DRE  |      |      |      | キーボード練習ソフトで、専用キーボードが同梱されている |
| 1987年12月8日  | エキサイティングベースボール                                              | コナミ                      | EBS  |      |      |      | 野球ゲーム |
| 1987年12月12日 | 極楽遊戯（げーむてんごく）                                                | ソフエル                    | GTG  |      |      |      | ビンゴやルーレットなど、8種類のミニゲームを収録したパーティゲーム |
| 1987年12月18日 | ウルトラマン2 出撃科特隊                                                  | バンダイ                    | UL2  |      |      |      | 『ウルトラマン 怪獣帝国の逆襲』の続編 |
| 1987年12月18日 | ナゾラーランドスペシャル!!「クイズ王を探せ」                              | サンソフト[サン電子]        | NSP  |      |      |      | 「ナゾラーランド」の増刊号 |
| 1988年1月20日  | SDガンダムワールド ガチャポン戦士 スクランブルウォーズ                    | バンダイ                    | SG1  |      |      |      | 書き換え版は一部のマップが変更されている。 |
| 1988年1月21日  | アイスホッケー                                                            | 任天堂                      | ICE  |      | ○    |      | アイスホッケーゲーム |
| 1988年1月27日  | ガンスモーク                                                              | カプコン                    | GUN  |      |      |      | 西部劇を題材とした縦スクロールシューティングゲーム。 |
| 1988年2月1日   | ファイヤーバム                                                            | HAL研究所                   | FBM  |      |      |      | ジャングルを舞台とした横スクロールアクションゲーム |
| 1988年2月16日  | エキサイティングサッカー コナミカップ                                     | コナミ                      | ESC  |      |      |      | 育成要素のあるサッカーゲーム |
| 1988年3月3日   | ドルイド 恐怖の扉                                                         | ジャレコ                    | DRD  |      |      |      | ドルイドの冒険を描いたアクションゲーム |
| 1988年3月4日   | 19 （ヌイーゼン）                                                         | ソフトプロ                  | NEU  |      |      |      | 独自の戦闘システムを採用したシミュレーションゲーム。 |
| 1988年3月11日  | ナゾラーランド第3号                                                       | サンソフト[サン電子]        | NZC  |      |      |      | 「ナゾラーランド」最終号 |
| 1988年3月11日  | ツインビー                                                                | コナミ                      | TWN  | ○    | ○    | 書   | 同名ROMカセット用ソフトの移植版 |
| 1988年3月25日  | おもいっきり探偵団 覇悪怒組 魔天郎の挑戦状                                | バンダイ                    | HRD  |      |      |      | テレビドラマ『おもいっきり探偵団 覇悪怒組』のゲーム化。 |
| 1988年3月25日  | ワードナの森                                                              | タイトー                    | WAD  |      |      |      | 同名アーケードゲームの移植版 |
| 1988年3月31日  | アスピック                                                                | ボーステック                | ASP  |      |      |      | ファンタジー世界を舞台としたアクションRPG |
| 1988年4月8日   | ドンキーコング                                                            | 任天堂                      | DKD  | ○    | ○    | 書   | 同名アーケードゲームの移植版 |
| 1988年4月8日   | グーニーズ                                                                | コナミ                      | GNS  | ○    | ○    | 書   | 同名ROMカセット用ソフトの移植版 |
| 1988年4月14日  | ファミコングランプリII 3Dホットラリー                                     | 任天堂                      | TDRE |      |      |      | 青ディスク専用ソフトとしては最後の作品。ファミコン3Dシステム対応ソフト。                                                                                                   |
| 1988年4月15日  | 仮面ライダーBLACK                                                         | バンダイ                    | BLA  |      |      |      | 同名テレビ番組のゲーム化。 |
| 1988年4月22日  | バイオミラクル ぼくってウパ                                               | コナミ                      | BOK  |      |      |      | ROMカセット版あり |
| 1988年4月22日  | 風雲少林拳 暗黒の魔王                                                     | ジャレコ                    | SAM  |      |      |      | 風雲少林拳シリーズ第2作で、ファミコン3Dシステムに対応している |
| 1988年4月27日  | ファミコン探偵倶楽部 消えた後継者 前編                                    | 任天堂                      | TC1  |      |      |      | 『ファミコン探偵俱楽部』シリーズ第1作。 |
| 1988年5月2日   | ファイナルコマンド 赤い要塞                                               | コナミ                      | AKA  |      |      |      | アーケードゲーム『特殊部隊ジャッカル』の移植版 |
| 1988年6月14日  | ファミコン探偵倶楽部 消えた後継者 後編                                    | 任天堂                      | TC2  |      |      |      | |
| 1988年6月20日  | ファイヤーロック                                                          | ユース                      | FRC  |      |      |      | 地底を舞台としたアクションゲーム |
| 1988年6月21日  | リサの妖精伝説                                                            | コナミ                      | YOU  |      |      |      | アイドル・立花理佐を題材としたアドベンチャーゲーム。青ディスク専用ソフトだが、ディスクファックス非対応                                                                     |
| 1988年7月12日  | 亜空戦記ライジン                                                          | DOG（マイクロキャビン）     | RJN  |      |      | 書   | 歩行・飛行形態を切り替える任意スクロールアクションシューティングゲーム |
| 1988年7月12日  | ムーンボールマジック                                                      | DOG（システムサコム）       | MBM  |      |      | 書   | ピンボールゲーム |
| 1988年7月12日  | レプリカート                                                              | タイトー                    | REP  |      |      |      | ヘビゲーム調のパズルゲーム |
| 1988年7月19日  | ドンキーコングJR.                                                         | 任天堂                      | JRD  | ○    | ○    | 書   | 同名ROMカセット用ソフトの移植版 |
| 1988年7月19日  | 遠山の金さんすぺえす帖 MR.GOLD                                            | 東映動画                    | MRG  |      |      |      | SF小説『遠山桜宇宙帖 奴の名はゴールド』のゲーム化 |
| 1988年7月22日  | コナミックアイスホッケー                                                  | コナミ                      | HOC  |      |      |      | アイスホッケーゲーム |
| 1988年7月22日  | カラテチャンプ                                                            | DECO[データイースト]        | KAR  |      |      |      | 1対1の空手アクションゲーム |
| 1988年7月29日  | らじかるぼんばー!! 地雷くん                                               | ジャレコ                    | GRK  |      |      |      | 最大５人まで遊べる鬼ごっこゲーム |
| 1988年8月5日   | 爆闘士パットンくん                                                        | ソフトプロ                  | PAT  |      |      |      | 戦車を題材としたシューティングゲーム。 |
| 1988年8月10日  | ビッグチャレンジ! 柔道選手権                                              | ジャレコ                    | CJS  |      |      |      | 柔道を題材としたスポーツゲーム |
| 1988年8月10日  | 谷川浩司の将棋指南II 新版 詰め将棋・次の一手                              | ポニーキャニオン            | SH2  |      | ○    | 書   | ディスクライターでの書き換えは行われておらず、任天堂へディスクカードを送る必要があった。                                                                                   |
| 1988年8月10日  | シルヴィアーナ                                                            | パック・イン・ビデオ        | SIL  |      |      |      | 母親の治療薬を探す少女を描いたアクションRPG |
| 1988年8月19日  | コナミックテニス                                                          | コナミ                      | TNI  |      |      |      | トーナメント形式のテニスゲーム |
| 1988年9月2日   | 魔塔の崩壊                                                                | ポニーキャニオン            | MAT  |      |      |      | バベルの塔を舞台としたアクションゲーム |
| 1988年9月13日  | キック アンド ラン                                                        | タイトー                    | KIC  |      |      |      | サッカーゲーム |
| 1988年9月23日  | バーガータイム                                                            | DECO[データイースト]        | BGT  | ○    |      | 書   | 同名ROMカセット用ソフトの移植版 |
| 1988年10月4日  | パチコン                                                                  | 東芝EMI                     | PCD  |      | ○    | 書   | 同名ROMカセット用ソフトの移植版 |
| 1988年10月18日 | エッガーランド 創造への旅立ち                                             | HAL研究所                   | EGS  |      |      | 書   | エッガーランドシリーズ第2弾 |
| 1988年10月21日 | ダンディー                                                                | ポニーキャニオン            | DAN  |      |      |      | 同名PCゲームの移植版 |
| 1988年10月21日 | ビッグチャレンジ! ドッグファイトスピリット                                | ジャレコ                    | DFS  |      |      |      | ビッグチャレンジ!シリーズの一つ。 |
| 1988年10月22日 | ウルトラマン倶楽部                                                        | バンダイ                    | ULC  |      |      |      | ウルトラマン倶楽部シリーズ第1弾。 |
| 1988年10月28日 | 遊メイズ                                                                  | タイトー                    | UMZ  |      |      |      | アーケードゲーム『レイメイズ』の移植版 |
| 1988年11月15日 | サムライソード                                                            | カプコン                    | SMU  |      |      |      | ファンタジー世界を舞台としたコマンド選択型アドベンチャーゲーム |
| 1988年11月18日 | アイスクライマー                                                          | 任天堂                      | ICD  | ○    |      | 書   | アーケードゲーム『VS.アイスクライマー』の移植版 |
| 1988年11月18日 | ジャイラス                                                                | コナミ                      | GRS  |      |      |      | 同名アーケードゲームの移植版。 |
| 1988年11月18日 | パチンコGP                                                                | DECO[データイースト]        | PGP  |      |      |      | パチンコゲーム |
| 1988年11月29日 | じゃあまん探偵団 魔隣組                                                   | バンダイ                    | MAR  |      |      |      | 同名テレビ番組のゲーム化 |
| 1988年11月30日 | 帰ってきたマリオブラザーズ                                                | 任天堂                      | KMAR |      |      | 書   | ROMカートリッジ用ソフト『マリオブラザーズ』の移植版で、永谷園とのタイアップでもある。 このソフトのみ400円で書き換えが行われた。                                            |
| 1988年12月9日  | 探偵 神宮寺三郎 危険な二人 前編                                           | DECO[データイースト]        | KF1  |      |      |      | 神宮寺三郎シリーズ第3作 |
| 1988年12月9日  | VS.エキサイトバイク                                                       | 任天堂                      | EBD  |      |      |      | アーケードゲーム『エキサイトバイク』のアレンジ移植 |
| 1988年12月9日  | なんきんのアドベンチア                                                    | サンソフト[サン電子]        | NAD  |      |      |      | 「ナゾラーランド」の特別編で、イラストレーター・なんきんがキャラクターデザイナーを務めた。                                                                                 |
| 1988年12月23日 | タロット占い                                                              | スコーピオンソフト          | TAR  |      |      |      | タロット占いゲーム。 |
| 1989年1月14日  | ハレーウォーズ                                                            | タイトー                    | HAL  |      |      |      | ハレーすい星を題材としたシューティングゲーム |
| 1989年1月24日  | 機動警察パトレイバー                                                      | バンダイ                    | PTL  |      |      |      | 同名漫画のゲーム化。 |
| 1989年2月3日   | レッキングクルー                                                          | 任天堂                      | WRD  |      | ○    | 書   | 同名ROMカセット用ソフトの移植版で、デザインモードで作成した面の保存が可能になった。                                                                                        |
| 1989年2月10日  | 探偵 神宮寺三郎 危険な二人 後編                                           | DECO[データイースト]        | KF2  |      |      |      | |
| 1989年2月16日  | ロジャーラビット                                                          | KEMCO[コトブキシステム]     | RRR  |      |      |      | 同名映画のゲーム化 |
| 1989年2月23日  | タマ&フレンズ                                                             | バンダイ                    | UTM  |      |      |      | 同名キャラクターのゲーム化 |
| 1989年3月3日   | SDガンダムワールド ガチャポン戦士 スクランブルウォーズ マップコレクション | バンダイ                    | SG2  |      |      | 書   | 『SDガンダムワールド ガチャポン戦士』シリーズ第2弾。 |
| 1989年3月20日  | 光GENJI ローラーパニック                                                  | ポニーキャニオン            | GEN  |      |      | パ   | アイドルグループ・光GENJIを題材としたゲーム。 |
| 1989年3月28日  | ビッグチャレンジ! ガンファイター                                          | ジャレコ                    | GNF  |      |      |      | 西部劇を題材とした横スクロールシューティングゲームで、ボス戦のみ3Dシューティング形式                                                                                       |
| 1989年3月30日  | パットパットゴルフ                                                        | パック・イン・ビデオ        | PPG  |      |      |      | ファンタジー要素のあるゴルフゲーム |
| 1989年4月28日  | フェアリーテイル                                                          | ソフトプロ                  | FYT  |      |      |      | おとぎ話風のシューティングゲーム |
| 1989年5月23日  | ファミコン探偵倶楽部 PARTII うしろに立つ少女 前編                         | 任天堂                      | TC3  |      |      |      | ファミコン探偵倶楽部シリーズ第2作 |
| 1989年5月30日  | ピンボール                                                                | 任天堂                      | PND  | ○    | ○    | 書   | 同名ROMカセット用ソフトの移植版 |
| 1989年6月23日  | ビッグチャレンジ! GOGOボウリング                                          | ジャレコ                    | GGB  |      |      |      | ボウリングゲーム |
| 1989年6月30日  | ファミコン探偵倶楽部 PARTII うしろに立つ少女 後編                         | 任天堂                      | TC4  |      |      |      | |
| 1989年8月10日  | マグマプロジェクト ハッカー                                               | 徳間書店                    | MPH  |      |      |      | 同名PCゲームの移植版 |
| 1989年10月14日 | ふぁみこんむかし話 遊遊記 前編                                            | 任天堂                      | UU1  |      |      |      | 西遊記をモチーフとしたアドベンチャーゲーム。 |
| 1989年10月20日 | かっとび!童児                                                             | パック・イン・ビデオ        | KTD  |      |      |      | 同名漫画のゲーム化作品。 |
| 1989年11月14日 | ふぁみこんむかし話 遊遊記 後編                                            | 任天堂                      | UU2  |      |      |      | 『ふぁみこんむかし話 遊遊記 前編』の続き |
| 1989年11月24日 | LUTTER                                                                    | アテナ                      | LTD  |      |      | 書   | 面クリア形式のアクションパズル |
| 1990年3月23日  | 香港                                                                      | 徳間書店                    | HKD  |      | ○    |      | ファミマガディスクシリーズ第1弾で、雑誌『MSX・FAN』の読者投稿作品の移植版にあたる                                                                                          |
| 1990年4月2日   | ボンバーマン                                                              | ハドソン                    | BMD  | ○    | ○    | 書   | 同名ROMカセット用ソフトの移植版 |
| 1990年5月18日  | ゼビウス                                                                  | ナムコ                      | XEV  | ○    | ○    | 書   | 同名ROMカセット用ソフトの移植版 |
| 1990年5月18日  | パックマン                                                                | ナムコ                      | PAC  | ○    | ○    | 書   | [ 20 ] |
| 1990年6月5日   | ナイトムーブ                                                              | 任天堂                      | KMV  |      | ○    |      | チェスをモチーフとしたパズルゲーム |
| 1990年6月22日  | ギャラガ                                                                  | ナムコ                      | GAG  | ○    | ○    | 書   | 同名ROMカセット用ソフトの移植版 |
| 1990年7月20日  | ギャラクシアン                                                            | ナムコ                      | GXN  | ○    | ○    | 書   | 同名ROMカセット用ソフトの移植版 |
| 1990年7月20日  | ディグダグ                                                                | ナムコ                      | DIG  | ○    | ○    | 書   | 同名ROMカセット用ソフトの移植版 |
| 1990年8月31日  | ディグダグII                                                              | ナムコ                      | DD2  | ○    | ○    | 書   | 同名ROMカセット用ソフトの移植版で、ナムコにとっては最後のディスクシステム作品である                                                                                        |
| 1990年9月7日   | バックギャモン                                                            | 任天堂                      | BAG  |      | ○    |      | 日本バックギャモン協会監修 |
| 1990年10月19日 | パニックスペース                                                          | 徳間書店                    | PSD  |      |      | 書   | ファミマガディスクシリーズ第2弾で、雑誌『MSX・FAN』の読者投稿作品の移植版にあたる                                                                                          |
| 1990年11月16日 | パズルボーイズ                                                            | アトラス                    | PUZ  |      |      | 書   | 同名ゲームボーイ用ソフトの移植版 |
| 1990年12月7日  | 石道                                                                      | ヒロ                        | ISD  |      |      | 書   | 同名PCゲームの移植版 |
| 1991年1月25日  | ソロモンの鍵                                                              | テクモ                      | SKD  | ○    | ○    | 書   | 同名ROMカセット用ソフトの移植版 |
| 1991年2月22日  | オール1                                                                   | 徳間書店                    | ALD  |      | ○    | 書   | ファミマガディスクシリーズ第3弾で、「第1回ファミマガディスク大賞」受賞作品の商品化でもある                                                                                 |
| 1991年4月19日  | クロックス                                                                | 徳間書店                    | CKD  |      | ○    | 書   | ファミマガディスクシリーズ第4弾 |
| 1991年7月26日  | タイムツイスト 歴史のかたすみで… 前編                                     | 任天堂                      | TT1  |      |      |      | 任天堂にとっては最後のディスクシステムオリジナル作品 これ以降の新作ソフトは書換料金が600円。 ただし店頭書換終了後任天堂で書き換える場合は500円に統一された。               |
| 1991年7月26日  | タイムツイスト 歴史のかたすみで… 後編                                     | 任天堂                      | TT2  |      |      |      | |
| 1991年10月25日 | ぷよぷよ                                                                  | 徳間書店                    | PYO  |      |      | 書   | ファミマガディスクシリーズ第5弾 |
| 1992年4月28日  | クルクルランド                                                            | 任天堂                      | CLD  | ○    | ○    | 書   | アーケードゲーム「VS.クルクルランド」のほぼ完全移植。 |
| 1992年12月22日 | じゃんけんディスク城                                                      | 徳間書店                    | JKD  |      |      | 書   | ファミマガディスク第6弾で、一般公募に入選した作品の商品化であると同時に、最後のディスクシステム用ソフトでもある                                                            |

## 非売品
| 配布および公開時期 | タイトル                                      | 配布元または公開者 | ID   | 備考 |
| ------------------ | --------------------------------------------- | ------------------ | ---- | --- |
| 1986年             | オールナイトニッポン スーパーマリオブラザーズ | 任天堂             | NSM  | ラジオ番組『オールナイトニッポン』とのコラボレーションで限定生産された作品で、 同番組のパーソナリティーがキャラクターとして登場する。 生産は1986年12月に行われているが、リスナーに実際に配布が開始された時期は不明。                                                     |
| 1987年             | ゴルフJAPANコース オリジナルゴルフコース      | 任天堂             | GSJE | ゴルフJAPANコースの景品として配布されたゴールデンディスクカード。 上位100名に配布された「ゴルフ チャンピオンズコース」と その他5000名に配布された「ゴルフ プロフェッショナルコース」の2種類がある。 どちらも同じラベルが貼られているが収録されているコースに違いがある。 |
| 1987年             | プライズカード/ゴルフスペシャルコース         | 任天堂             | GSUE | ゴルフUSコースなどを収録したゴールデンディスクカード。 |
| 1990年11月中旬     | 惑星アトン外伝                                | 国税庁             | WAG  | 「暮らしと税金展」や全国の税務署で遊べた。 エクラアニマルによるOVAも存在する。 |

## 発売されなかったタイトル
| タイトル                                  | 発売元                      | 備考 |
| ----------------------------------------- | --------------------------- | --- |
| アイランド・アドベンチャー                | ソフエル                    | カセットに移行したが中止。 |
| アレスの翼                                | カプコン                    | 同名アーケードゲームの移植版だが、日本国外にてカートリッジ用タイトルとして発売された。 |
| WINNERS                                   | カプコン                    | カプコンの上野事業所に企画書が保存されている。 |
| うさぎ次元の盗難事件                      | 学習研究社                  | タイトルを『ハイスクール・クエスト』に変更したが中止。 後にPC向けフリーソフトとして公開された。 |
| エイリアン2                               | DOG                         | 当初はカセット向けに同名映画のゲーム化作品になる予定だったが、 ディスクシステムに変更した後、発売中止となった。 後にサンプルディスクが流出している。 なお、MSX版は発売されている。 |
| エッガーランド入門編                      | HAL研究所                   | 書き換え専用タイトルになる予定だった。 後に発売された『エッガーランド 創造への旅立ち』とは内容が異なる。 |
| 黄金バット 復活のレヂェンド               | 学習研究社                  | |
| 王子ビンビン物語                          | イーストキューブ            | PC-88やMSXなどのPC用ソフトとして発売されている。 |
| KKT 血に犯された女                        | スコーピオンソフト          | ディスク2枚組の作品になる予定だった。 |
| Qバート                                   | コナミ                      | 日本国外で発売されたファミコン版とは別物。 |
| 恋のホットロック                          | コナミ                      | コナミの同名アーケードゲームの移植版。 『ファミコン発売中止ゲーム図鑑』の著者・鯨武長之介は原作のBGMに実際の洋楽のアレンジ版が用いられていたことから、 楽曲の使用許諾に関するトラブルがあったのではないかと推測している。 |
| コズミックシステム                        | イマジニア                  | 雑誌『ファミリーコンピュータMagazine』にて同誌とイマジニア、そしてアトラスと共同で読者からドット絵を募集する企画が展開されていた。 |
| シカゴ・コネクション                      | DOG                         | |
| 聖剣伝説 THE EMERGENCE OF EXCALIBUR       | DOG                         | 後に発売された聖剣伝説シリーズとは異なり、ヨーロッパを舞台とした作品になる予定だった。 坂口博信はディスクシステムソフトとしては壮大すぎたが故に頓挫したと2016年のトークイベントで明かしている。 なお、『ハオ君の不思議な旅』に同梱された広告のイラストは後にゲームボーイ用ソフト『聖剣伝説 〜ファイナルファンタジー外伝〜』のイメージイラストに流用された。 |
| Dark Side of the moon                     | DOG                         | |
| 探偵神宮寺三郎・時の過ぎゆくままに…… 前編 | データイースト              | 1990年に発売されたROMカセット用作品『探偵 神宮寺三郎 時の過ぎゆくままに…』の分割移植。 |
| 探偵神宮寺三郎・時の過ぎゆくままに…… 後編 | データイースト              | 1990年に発売されたROMカセット用作品『探偵 神宮寺三郎 時の過ぎゆくままに…』の分割移植。 |
| 日本地理制覇大冒険                        | スコーピオンソフト          | 『マイケルのEnglish大冒険』のシステムを受け継いだ作品になる予定だった。 |
| 信長戦記                                  | ※発売元不明、トーワチキ開発 | 『ファミコン発売中止ゲーム図鑑』の著者・鯨武長之介によると、2005年頃に本作のサンプルROMがオークションサイトに出品された。 |
| 聖書（バイブル）1999 禁断の黙示録         | イマジニア                  | OVA『禁断の黙示録 クリスタル・トライアングル』と合わせて前後編になる予定だった。 ディスクシステム用ソフトとして発表された後、カセットに変更されたが、最終的に中止となった。 |
| バルガス                                  | カプコン                    | 同名アーケードゲームの移植版。 日本国外での発売も予定されていたが実現しなかった。 |
| パルプス                                  | 任天堂                      | プログラミングを学べるゲームになる予定だった。 |
| ヒスパーニ                                | DOG                         | |
| ファンタビジョン                          | イマジニア                  | 同名のApple II用CG・アニメーション制作ソフトの移植版となる予定だった。 |
| 冒険浪漫                                  | イマジニア                  | 『ドタ君の冒険浪漫』としてカセットに移行したが中止。 |
| ポケットザウルス クイズワールド           | バンダイ                    | 文具『ポケットザウルス』を原作とする作品で、 カセット作品『ポケットザウルス 十王剣の謎』の続編になる予定だった。 また、専用コントローラーが付属する予定だった。 |
| ホワイトペーパー                          | スコーピオンソフト          | 電子画用紙をモチーフとしたソフトになる予定だった。 |
| メタルクラッシャーアーディス              | アスク講談社                | アスク講談社の参入第一弾になる予定だった |
| ワールドラリー                            | ビック東海                  | タイトルを『ザ・スーパーラリー』に変更したが中止。 |